# Allerheiligenvloed (1170)

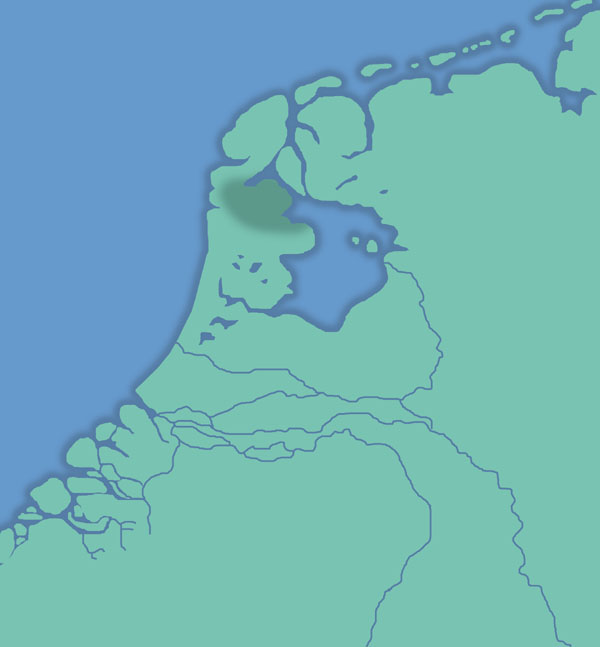
De ligging van het Kreilerwoud omstreeks het jaar 1000. De exacte grenzen van het bos zijn onbekend.

De Allerheiligenvloed van 1170 was een grote overstroming die ontstond toen de Noordzee tussen het huidige Huisduinen en Texel door de duinenrij brak. Deze overstroming markeerde een begin van het vergroten van het Almere en het openen naar de Noordzee, zodat de Zuiderzee en de Waddenzee uiteindelijk konden ontstaan.
Volgens de Annales Egmundenses trad er zelfs eb en vloed op in de stad Utrecht. Er zou daar een zeevis (een bolk) zijn gevangen.
Het lijkt erop dat deze overstroming ook Rotta, de voorganger van Rotterdam heeft getroffen. Na 1170 lijkt deze nederzetting grotendeels te zijn verdwenen onder een dikke laag klei.
Twee factoren waren bij de zeevergroting van belang: de eerste was de zeespiegelstijging, de tweede was de aanwezigheid van grote veengebieden. Door de grote aanvallen van de zee werd het veen afgeslagen en verdween het in de golven.

## Gevolgen
De beek Marsdiep kreeg een verbinding met de Noordzee en werd een zeegat. Het Kreilerwoud, dat tussen Texel en Medemblik zou hebben gelegen, werd verzwolgen door de zee. Volgens Worp van Thabor zouden Texel en Wieringen bij deze vloed tevens eilanden zijn geworden, hoewel andere bronnen suggereren dat Texel omstreeks 900 al een eiland was.
Vermoed wordt dat door de Allerheiligenvloed de waterstand in het Almere – de latere Zuiderzee – lager werd door de ontstane opening naar de Noordzee. Dit zou onder meer tot gevolg hebben dat de waterafvoer voor de stad Utrecht verbeterde doordat de rivier de Utrechtse Vecht, die op het Almere uitmondde, beter zijn water kwijt kon.